# Mal Whitfield
Mal Whitfield (Estados Unidos, 11 de octubre de 1924-19 de noviembre de 2015) fue un atleta estadounidense, especializado en la prueba de 4x400 m en la que llegó a ser subcampeón olímpico en 1952.

## Carrera deportiva
En los JJ. OO. de Helsinki 1952 ganó la medalla de plata en los relevos 4x400 metros, con un tiempo de 3:04.0 segundos, llegando a meta tras Jamaica que con 3:03.9 segundos batió el récord del mundo, y por delante de Alemania, siendo sus compañeros de equipo Gene Cole, Charles Moore y Ollie Matson.